# Can Comte (Sils)
Can Comte és un edifici desaparegut de Sils (Selva) que formava part de l'Inventari del Patrimoni Arquitectònic de Catalunya.

## Descripció
Can Comte havia estat una masia situada al peu de l'antic Camí Reial. L'edifici original datava del segle xv, però al llarg dels anys va anar modificant. Era un edifici de dues plantes amb doble vessant a laterals i el més rellevant de la façana principal era la finestra central d'estil gòtic, geminada i trevolada.
Més tard, s'afegí un cos juxtaposat perpendicularment que formava part d'una construcció del segle XX i a mitjans dels anys noranta, aquest estava destinat a les oficines d'una empresa paperera que utilitzava la propietat com a magatzem. És aquesta empresa que a principis del segle XXI va decidir enderrocar l'antiga masia per tal de construir uns grans magatzems i oficines.
L'únic testimoni de Can Compte és un pou que estava situat davant la casa, aquest s'ha conservat juntament amb una pedra testimonial amb una placa de ceràmica que du el nom de l'antiga masia: “Can Compte”. Es troba envoltada però, per l'asfalt i la reixa que tanca el recinte de l'empresa.